# Dasongshu (sockenhuvudort i Kina, Yunnan Sheng, lat 26,14, long 103,57)
Dasongshu är en sockenhuvudort i Kina. Den ligger i provinsen Yunnan, i den sydvästra delen av landet, omkring 150 kilometer nordost om provinshuvudstaden Kunming. Antalet invånare är 33 721. Befolkningen består av 15 352 kvinnor och 18 369 män. Barn under 15 år utgör 24,0 %, vuxna 15-64 år 66 %, och äldre över 65 år 8,0 %.
Runt Dasongshu är det ganska tätbefolkat, med 160 invånare per kvadratkilometer. Dasongshu är det största samhället i trakten. I omgivningarna runt Dasongshu växer i huvudsak blandskog.
Genomsnittlig årsnederbörd är 1 007 millimeter. Den regnigaste månaden är juni, med i genomsnitt 230 mm nederbörd, och den torraste är januari, med 9 mm nederbörd.